# 尊主頌

《尊主頌》，或稱《聖母讚主曲》、《玛利亚之歌》、《聖母颂主曲》（拉丁語：Magnificat），是基督教禮拜中常唱的頌歌。這是八首最古老基督教頌歌之一。《尊主頌》得名於第一句，或拉丁語的第一個詞。
《尊主頌》直接取自《路加福音》第1章第46节至第55节参，記載聖母馬利亞探訪懷孕的親戚以利沙伯/依撒伯爾的一段。經文中講到，當馬利亞向以利沙伯問安時，以利沙伯懷著的施洗約翰便跳動。以利沙伯稱許馬利亞的信心，馬利亞便以這篇被稱為《尊主頌》的頌歌回應。
基督教中，《尊主頌》通常在時辰禮儀誦唱。西方基督教中，《尊主頌》通常在天主教會、信義宗和聖公宗的晚禱誦唱，而在東方基督教中，《尊主頌》在通常在主日的晨禱誦唱。新教也會在崇拜中唱《尊主頌》。

## 內容

### 希臘語原文
Μεγαλύνει ἡ ψυχή μου τὸν Κύριον
καὶ ἠγαλλίασεν τὸ πνεῦμά μου ἐπὶ τῷ Θεῷ τῷ σωτῆρί μου,
ὅτι ἐπέβλεψεν ἐπὶ τὴν ταπείνωσιν τῆς δούλης αυτοῦ.
ἰδοὺ γὰρ ἀπὸ τοῦ νῦν μακαριοῦσίν με πᾶσαι αἱ γενεαί,
ὅτι ἐποίησέν μοι μεγάλα ὁ δυνατός,
καὶ ἅγιον τὸ ὄνομα αὐτοῦ,
καὶ τὸ ἔλεος αὐτοῦ εἰς γενεὰς καὶ γενεὰς
τοῖς φοβουμένοις αυτόν.
Ἐποίησεν κράτος ἐν βραχίονι αὐτοῦ,
διεσκόρπισεν ὑπερηφάνους διανοίᾳ καρδίας αὐτῶν·
καθεῖλεν δυνάστας ἀπὸ θρόνων
καὶ ὕψωσεν ταπεινούς,
πεινῶντας ἐνέπλησεν ἀγαθῶν
καὶ πλουτοῦντας ἐξαπέστειλεν κενούς.
ἀντελάβετο Ἰσραὴλ παιδὸς αὐτοῦ,
μνησθῆναι ἐλέους,
καθὼς ἐλάλησεν πρὸς τοὺς πατέρας ἡμῶν
τῷ Αβραὰμ καὶ τῷ σπέρματι αὐτοῦ εἰς τὸν αἰῶνα.

### 拉丁語译文
Magnificat anima mea Dominum,
et exsultavit spiritus meus in Deo salvatore meo,
quia respexit humilitatem ancillae suae.
Ecce enim ex hoc beatam me dicent omnes generationes,
quia fecit mihi magna,
qui potens est,
et sanctum nomen eius,
et misericordia eius in progenies et progenies
timentibus eum.
Fecit potentiam in brachio suo,
dispersit superbos mente cordis sui;
deposuit potentes de sede
et exaltavit humiles;
esurientes implevit bonis
et divites dimisit inanes.
Suscepit Israel puerum suum,
recordatus misericordiae,
sicut locutus est ad patres nostros,
Abraham et semini eius in saecula.

### 汉语译文

#### 和合本修訂版
我心尊主為大；
我靈以神我的救主為樂；
因為他顧念他使女的卑微；
從今以後，
萬代要稱我有福。
因為那有權能的為我做了大事；
他的名是聖的。
他憐憫敬畏他的人，
直到世世代代。
他用膀臂施展大能；
他趕散心裏妄想的狂傲人。
他叫有權柄的失位，
叫卑賤的升高。
他叫飢餓的飽餐美食，
叫富足的空手回去。
他扶助了他的僕人以色列，
不忘記施憐憫，
正如他對我們的列祖說過，
憐憫亞伯拉罕和他的後裔，直到永遠。

#### 思高本
我的靈魂頌揚上主，
我的心神歡躍於天主，我的救主，
因為衪垂顧了衪婢女的卑微，
今後萬世萬代都要稱我有福；
因全能者在我身上行了大事，
衪的名字是聖的，
衪的仁慈世世代代於無窮世，賜於敬畏衪的人。
衪伸出了手臂施展大能，
驅散那些心高氣傲的人。
衪從高座上推下權勢者，
卻舉揚了卑微貧困的人。
衪曾使飢餓者飽饗美物，
反使那富有者空手而去。
衪曾回憶起自己的仁慈，
扶助了衪的僕人以色列，
正如衪向我們的祖先所說過的恩許，
施恩於亞巴郎和他的子孫，直到永遠。